# ロマン・ガリー
ロマン・ガリー（Romain Gary, 1914年5月8日  – 1980年12月2日）は、フランスの小説家、映画監督、外交官。ロオマン・ギャリイ、ロマン・ガリ、ロマン・ギャリー等と表記されることもある。

## 生涯
1914年、ロシア帝国領ヴィリナ（後にポーランド領ヴィルノ、現在はリトアニア共和国の首都ヴィルニュス）で生まれた。出生名はロマン・カツェフ（Roman Kacew）。
14歳の時、母と共にフランスニースに移り住み、フランスに帰化した。
第二次世界大戦後、フランス外務省に勤務し、ブルガリア、スイス、アメリカ各国の大使館参事官や、ロサンゼルス駐在領事を務めた。
1956年ロマン・ガリー名義（『自由の大地 天国の根』）と1975年エミール・アジャール名義（『これからの一生』）で、2度ゴンクール賞を受賞した。
映画女優のジーン・セバーグと結婚し、『ペルーの鳥』の監督など映画界でも活躍した。『レディL』など映画化された作品も多い。
1980年12月2日、拳銃自殺。自殺の直前にガリマール社の担当者へ、自分の死はジーン・セバーグの自殺とは関係ないことと、エミール・アジャールが自分であることを記した文書を送った。文書の最後は、「大いに楽しんだ。ありがとう。さようなら」と結ばれていた。

## 人物
- ロジェ・グルニエは次のように書いている。[2]「バック通りはわが祖国だ」、ギャリはこう語っていた。ギャリのなかには、タタール人、ユダヤ人、ロシア人、ポーランド人と、さまざまな血が混じっていたけれど、彼は世界市民にも、ヨーロッパ市民にも、フランス市民にもなりたいとは思わなかった。

## 受賞歴
- ゴンクール賞
  - (1956年) - ロマン・ガリー、(fr:Les racines du ciel（『天国の根』）に対して）
  - (1975年) - エミール・アジャール、（La vie devant soi（『これからの一生』）に対して）

## 作品

### ロマン・ガリー名義
- 『白い嘘』（Education européenne（A European Education））(1945)
- Tulipe (1946)
- Le grand vestiaire(The Company Of Men) (1949)
- Les couleurs du jour(The Colors of the Day) (1952)
- 『自由の大地 天国の根』(Les racines du ciel(The Roots of Heaven))
- Lady L. (1957)
- 『夜明けの約束』La Promesse de l'aube(Promise at Dawn) (1960);  映画化en:Promise at Dawn (1970)
- Johnie Coeur (1961)
- Gloire à nos illustres pionniers("Hissing Tales")(1962)
- en:The Ski Bum(Adieu Gary Cooper) (1965)
- Pour Sganarelle (1965)
- Les Mangeurs d'Etoiles(The Talent Scout) (1966)
- La danse de Gengis Cohn(The Dance of Genghis Cohn) (1967)
- La tête coupable(The Guilty Head)(1968)
- 『白い犬』(Chien blanc(White Dog)) (1970)映画化「ホワイト・ドッグ」
- Les trésors de la Mer Rouge (1971)
- Europa(1972)
- The Gasp(Charge d'ame)(1973)
- Les enchanteurs(The Enchanters)(1973)
- Au-delà de cette limite votre ticket n'est plus valable("Your Ticket Is No Longer Valid")(1975)
- Clair de femme (1977)
- La bonne moitié (1979)
- Les clowns lyriques (1979)
- Les cerfs-volants (1980)
- Vie et mort d'Émile Ajar (1981)
- L'homme à la colombe (1984)
- Un Humaniste（短編）

### エミール・アジャール名義
- Gros câlin (1974)
- 『これからの一生』（en:La vie devant soi("Momo"、en:The Life Before Us)) (1975) 映画化『これからの人生』(en:Madame Rosa)
- Pseudo (1976)
- L'Angoisse du roi Salomon("King Solomon") (1979)
- Gros câlin

## 映画

### 監督作品
- Les oiseaux vont mourir au Pérou 「ペルーの鳥」(1968) 監督・原作・脚本 ※主演ジーン・セバーグ
- Kill! 「殺し」(1971) 監督・脚本 ※ビデオ発売時のタイトルは「バトルキラー」

### 脚本
- The Roots of Heaven 「自由の大地」　(1958)　原作・脚本
- 史上最大の作戦 (1962)

### 原作作品
- レディL (1965)
- これからの人生 (1977)
- スキャンダラス・ラブ (1979)
- ホワイト・ドッグ (1981)

## 日本語訳された作品
- ロマン・ガリー
  - 『自由の大地―天国の根 （上・下）』ロオマン・ギャリイ名義、岡田真吉・澁澤龍彦共訳、人文書院、1959年
    - 『世界動物文学全集〈9〉自由の大地』ロオマン・ギャリイ名義、講談社、1979年

  - 『白い嘘』ロマン・ガリー名義、角邦雄訳、読売新聞社、1968年
  - 『白い犬』ロマン・ギャリ名義、大友徳明訳、角川文庫、1975年
  - 『ローラ、ローラ……』ロマン・ガリ名義、高木進訳、筑摩書房、1977年
  - 『フランス短篇傑作選』「ペルーの鳥」、山田稔編訳、岩波文庫、1991年
  - 『ペルーの鳥: 死出の旅へ』ロマン・ギャリ名義 須藤哲生訳 水声社 2017年
  - 『夜明けの約束』ロマン・ガリ名義 岩津航訳  共和国＜シリーズ世界浪曼派＞  2017年
  - 『凧』ロマン・ガリ名義 永田千奈訳  共和国＜シリーズ世界浪曼派＞  2020年
- エミール・アジャール
  - 『これからの一生』、荒木亨訳、早川書房、1977年
  - 『ソロモン王の苦悩』、長島良三訳、河出書房新社、1984年

## ガリーを描いた作品
- 自伝的小説『夜明けの約束（フランス語版）』の映画化作品
  - 『夜明けの約束（英語版）』（1970年、米国・フランス、監督：ジュールズ・ダッシン、ガリー役：アッシ・ダヤン（英語版））
  - 『母との約束、250通の手紙』（2017年、フランス・ベルギー、監督：エリック・バルビエ（フランス語版）、ガリー役：ピエール・ニネ）